# Тілопо палауський
Тілопо палауський (Ptilinopus pelewensis) — вид голубоподібних птахів родини голубових (Columbidae). Ендемік Палау. Є національним птахом Палау.

## Опис
Довжина птаха становить 23-25 см, вага 93 г. Голова, шия і груди білуваті, лоб і тім'я фіолетові. Груди поцятковані фіолетовими плямками. Нижня частина грудей і живіт оранжеві, нижня частина живота жовта, гузка і нижні покривні пера хвоста фіолетові. Верхня частина тіла зеленувато-оливкова. Виду не притаманний статевий диморфізм. У молодих птахів пляма на тімені відсутня. верхня частина тіла має жовтуватий відтінок, живіт жовтий.

## Поширення і екологія
Палауські тілопо є ендеміками Палау. Вони живуть в тропічних і мангрових лісах.

## Збереження
МСОП класифікує цей вид як такий, що не потребує особливих заходів зі збереження. Через активне полювання до 1945 року популяція палауських тілопо значно скоротилася, однак нині відновилася і вважається стабільною.